# Rigoberta Bandini
Rigoberta Bandini, pseudonimo di Paula Ribó González (Barcellona, 30 aprile 1990), è una cantante e doppiatrice spagnola.

## Biografia
Paula Ribó ha esordito come cantante allo Zecchino d'Oro 1996 e come doppiatrice nel 1997 a soli sette anni; tra i suoi doppiaggi più rilevanti, quello di Caillou nell'omonima serie televisiva, di Lucy Diamond Dawson in Mi chiamo Sam e di Merida in Ribelle - The Brave. Nel corso della sua carriera ha doppiato anche Emma Stone, Shailene Woodley e Elle Fanning.
Nel 2011 ha fondato il gruppo musicale The Mamzelles con Paula Malia e Bàrbara Mestanza. Il gruppo ha pubblicato due album nel 2012 e nel 2014, prima di essere convertito in una compagnia teatrale. Nel 2013 la compagnia ha curato la campagna pubblicitaria Envàs on vas per conto della Generalitat de Catalunya.
Nel 2019 ha avviato la carriera da solista, accreditata per la prima volta con lo pseudonimo Rigoberta Bandini, pubblicando i singoli Too Many Drugs e In Spain We Call It Soledad, quest'ultimo in particolare è diventato virale su Spotify, facendo registrare alla cantante più di 200 000 ascoltatori mensili sul servizio.
Nel 2021 la rivista Forbes l'ha inclusa fra le 100 personalità spagnole più influenti nel campo artistico. Rigoberta Bandini è stata confermata come una fra i quattordici artisti partecipanti al Benidorm Fest 2022, festival musicale che ha selezionato il rappresentante spagnolo all'Eurovision Song Contest, con il brano Ay mamá, numero uno nella hit parade spagnola. Dopo essersi qualificata dalla semifinale, si è piazzata al 2º posto su 8 partecipanti nella finale del festival.

## Doppiaggio

### Film
- Aleisha Allen in School of Rock
- Amanda Alch in È arrivato Zachary
- Christa B. Allen in La rivolta delle ex
- Dakota Fanning in Mi chiamo Sam, 24 ore, Nascosto nel buio, Man on Fire - Il fuoco della vendetta, American Pastoral, Tutta colpa dell'amore, Le ragazze dei quartieri alti, La tela di Carlotta, Push, The Runaways e C'era una volta a... Hollywood
- Dianna Agron in Cose nostre - Malavita
- Elle Fanning in Le donne della mia vita, L'inganno e Un giorno di pioggia a New York
- Emma Stone in Magic in the Moonlight
- Jianna Ballard in Scary Movie 3 - Una risata vi seppellirà
- Keisha Castle-Hughes in Whale Rider
- Lindsay Andretta in Lontano dal paradiso
- Miranda Cosgrove ne I tuoi, i miei e i nostri
- Samantha Barks in Les Misérables
- Shailene Woodley in Colpa delle stelle, Divergent, Snowden, Resta con me e L'ultima lettera d'amore

### Film di animazione
- Dot in A Bug's Life - Megaminimondo
- Chihiro Ogino/Sen in La città incantata
- Hip ne I Croods e I Croods 2 - Una nuova era
- Margo in Cattivissimo me, Cattivissimo me 2 e Cattivissimo me 3
- Merida in Ribelle - The Brave
- Elsa da giovane in Frozen - Il regno di ghiaccio
- Porsha Crystal in Sing 2 - Sempre più forte

### Cartoni animati
- Caillou (1ª voce) in Caillou

## Discografia

### Album in studio
- 2022 – La emperatriz
- 2025 – Jesuscrista Superstar

### Singoli
- 2020 – Too Many Drugs
- 2020 – Que Cristo baje
- 2020 – In Spain We Call It Soledad
- 2021 – Perra
- 2021 – Todas las perras que hay en mí
- 2021 – The Fuck Fuck Fuck Poem
- 2021 – A ver qué pasa/Aviam què passa
- 2021 – Julio Iglesias
- 2021 – Ay mamá
- 2022 – A todos mis amantes
- 2022 – Así bailaba (con Amaia Romero)
- 2022 – Canciones de amor a ti
- 2023 – Miami Beach
- 2023 – Qué más da (con Julieta Venegas)
- 2024 – Si muriera mañana
- 2024 – Pamela Anderson
- 2025 – KAIMAN
- 2025 –  Aprenderás (con Carmen Lancho)
- 2025 – Busco un centro de gravedad permanente

#### Come artista ospite
- 2021 – Amanecer (Alizzz feat. Rigoberta Bandini)
- 2021 – Se va (Delaporte feat. Rigoberta Bandini)
- 2024 – La niña bonita (Pipiolas feat. Rigoberta Bandini)
- 2024 – Splash (más que mares) (Colapesce Dimartino feat. Rigoberta Bandini)
- 2024 – Contradicción (Love of Lesbian feat. Rigoberta Bandini)

### Con The Mamzelles
- 2012 – Que se desnude
- 2014 – Totem